# رياح سيكلوسترفيك

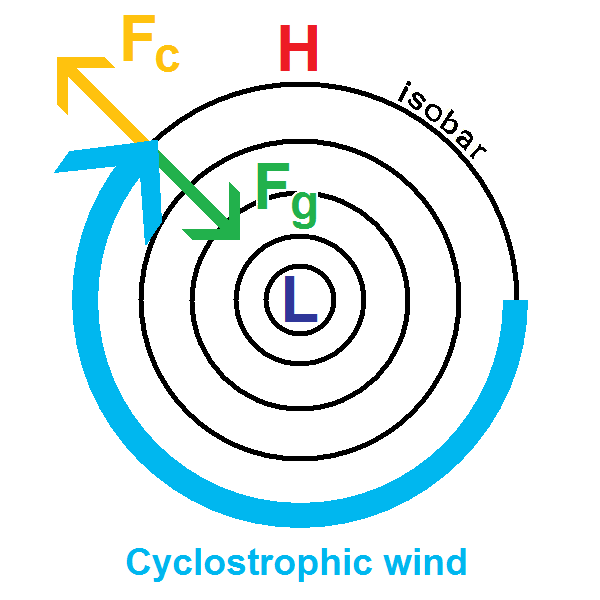

رياح سيكلوسترفيك (Cyclostrophic wind) (رياح دورانية إعصارية)، هي رياح شديدة السرعة تتخذ في حركتها شكلاً دورانياً منحنياً جداً حول مركز ضغط منخفض عميق، وتحدث هذه الرياح في العروض المنخفضة عندما تتوازن القوة الطاردة المركزية مع قوة تدرج الضغط، عندما تكون قوة كوريوليس متلاشية تقريباً، وتشاهد مثل هذه الرياح في أعاصير التورنادو والهوريكان.